# Hermann Heydweiller
Hermann Heydweiller (* 23. November 1858 in Krefeld; † 11. Oktober 1918 in Denzerheide) war ein Gutsbesitzer und preußischer Landrat.

## Leben

### Herkunft und Familie
Hermann Heydweiller wurde als Sohn der Eheleute Hermann Heydweiller (Gutsbesitzer Schloß Hagerhof) und Johanna von der Leyen geboren. Am 2. Oktober 1866 heiratete er Edith Weyermann, Tochter des Gutsbesitzers Franz Weyermann.

### Beruflicher Werdegang
Hermann Heydweiller erwarb am 19. März 1878 das Reifezeugnis am Gymnasium Barmen und studierte anschließend an der Universität Heidelberg ein Semester Klassische Philologie und an den Universitäten Berlin, Bonn und Leipzig Rechtswissenschaft. Am 23. Juni 1882 bestand er die Prüfung zum Gerichts-Referendar, promovierte am 11. Juli 1882 in Göttingen zum Doctor iuris utriusque und wurde am 28. Juli 1882 zum Gerichts-Referendar am Oberlandesgericht Köln ernannt. Drei Jahre später war er Regierungsreferendar bei der Regierung Düsseldorf und später bei der Regierung Erfurt. 1888 folgte die Prüfung zum Regierungsassessor mit anschließender Ernennung zum Regierungsassessor und Überweisung an die Regierung Arnsberg. Nach einer halbjährigen Tätigkeit bei der Regierung Potsdam wurde er am 26. November 1891 mit der kommunalen Verwaltung des Landratsamtes Altena beauftragt. Der Kreistag Altena schlug am 5. Mai 1892 seine Ernennung vor, die dann am 15. Juni 1892 mit der definitiven Ernennung zum Landrat des Kreises Altena wirksam wurde. In diesem Amt blieb er bis zur Überweisung an den Oberpräsidenten in Münster am 20. April 1901. Auf eigenen Wunsch wurde er am 16. November 1903 aus dem Staatsdienst entlassen.
Seinen Militärdienst leistete er als Einjährig-Freiwilliger beim 1. Garde-Dragoner-Regiment, wurde Secondeleutnant des 2. Rheinischen Husarenregiments Nr. 9 und Rittmeister des 1. Hessischen Husarenregiments Nr. 13.
Heydweiller war Mitglied des Provinziallandtages und des Zentralkomitees des Deutschen Roten Kreuzes.

## Ehrungen
- Roter Adlerorden IV. Klasse
- Landwehrdienstauszeichnung I. Klasse
- Eisernes Kreuz II. Klasse